# Lincoln Loy McCandless

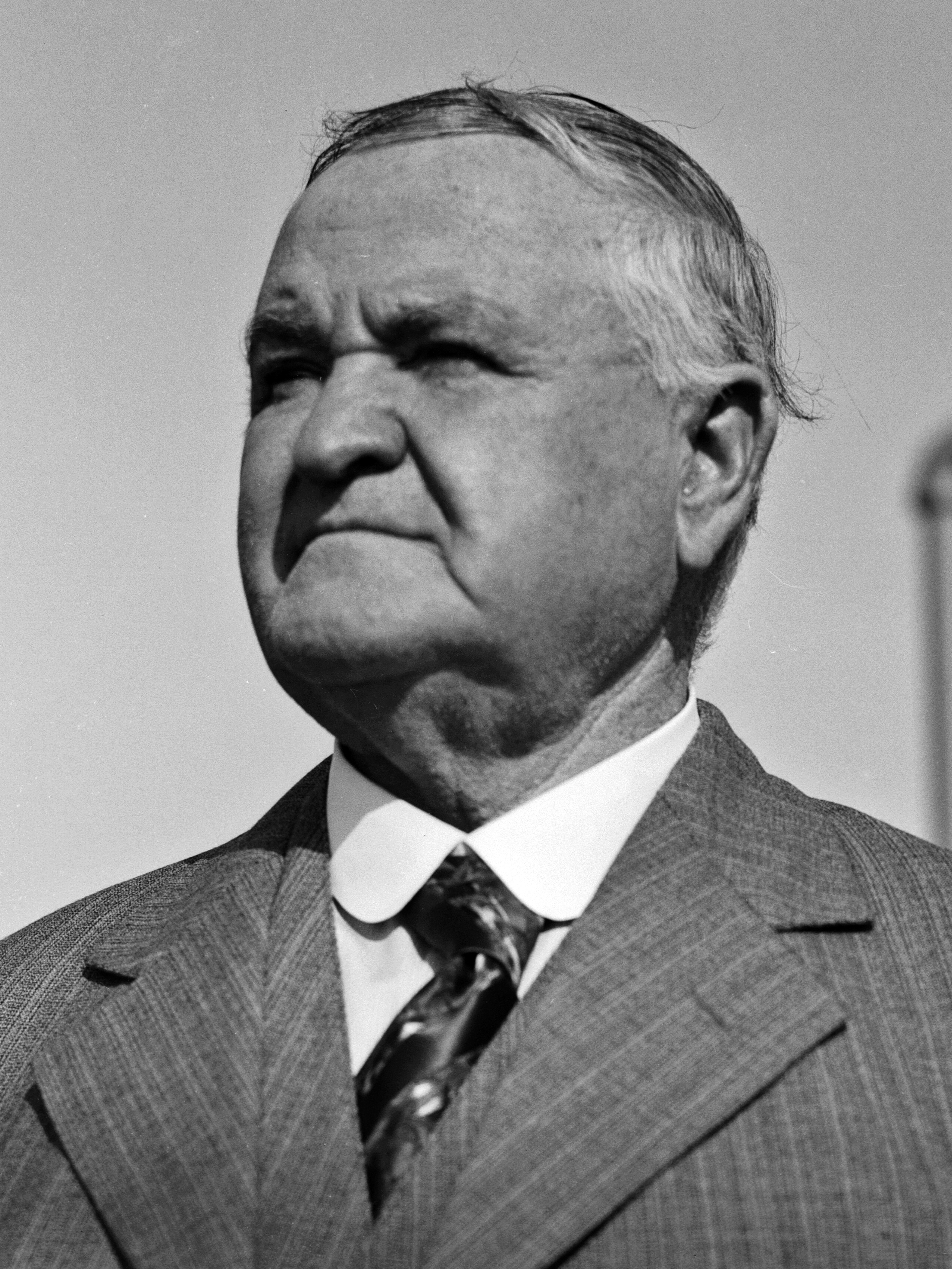
Lincoln Loy McCandless (1934)

Lincoln Loy McCandless (* 18. September 1859 in Indiana, Indiana County, Pennsylvania; † 5. Oktober 1940 in Honolulu, Hawaii) war ein US-amerikanischer Politiker. Zwischen 1933 und 1935 vertrat er als Delegierter das Hawaii-Territorium im US-Repräsentantenhaus.

## Leben

### Frühe Jahre
Im Jahr 1867 zog Lincoln McCandless mit seinen Eltern nach Volcano in West Virginia. Dort besuchte er die öffentlichen Schulen. In West Virginia stieg er in das Ölgeschäft und den Bergbau ein. Nach einem Umzug nach Leadville in Colorado wurde er auch dort in diesen Branchen tätig. Im Jahr 1882 zog er nach Honolulu im damaligen Königreich Hawaii. Dort bohrte er unter anderem Brunnen. Ab 1887 war er auch Viehzüchter.

### Politische Laufbahn
Nachdem Hawaii zu einer Republik geworden war, wurde McCandless 1898 Abgeordneter in deren Legislative. Nach dem Übergang des Gebiets an die Vereinigten Staaten und der Gründung des Hawaii-Territoriums wurde er zwischen 1902 und 1906 Mitglied im territorialen Senat. Er war auch einer der ersten Parteichefs der Demokraten auf Hawaii. In den folgenden Jahren bewarb er sich mehrfach erfolglos um einen Sitz im US-Repräsentantenhaus. Erst bei den Kongresswahlen des Jahres 1932 wurde er zum Delegierten des Hawaii-Territoriums im Kongress gewählt. Dort absolvierte er zwischen dem 4. März 1933 und dem 3. Januar 1935 eine Legislaturperiode.

### Weiterer Lebenslauf
Nachdem er 1934 nicht in seinem Amt bestätigt wurde, kehrte er nach Honolulu zurück, wo er sich wieder seinen privaten Geschäften widmete. Dazu gehörte die Bewirtschaftung seiner inzwischen erworbenen Plantagen, aber auch der Straßen- und Wohnungsbau sowie der Bau von Kanalisationen. Lincoln McCandless verstarb im Oktober 1940 und wurde in Nuuanu beigesetzt.